# SPCS3
SPCS3 (англ. Signal peptidase complex subunit 3) – білок, який кодується однойменним геном, розташованим у людей на 4-й хромосомі. Довжина поліпептидного ланцюга білка становить 180 амінокислот, а молекулярна маса — 20 313.
| 10         |  | 20         |  | 30         |  | 40         |  | 50         |
| ---------- |  | ---------- |  | ---------- |  | ---------- |  | ---------- |
| MNTVLSRANS |  | LFAFSLSVMA |  | ALTFGCFITT |  | AFKDRSVPVR |  | LHVSRIMLKN |
| VEDFTGPRER |  | SDLGFITFDI |  | TADLENIFDW |  | NVKQLFLYLS |  | AEYSTKNNAL |
| NQVVLWDKIV |  | LRGDNPKLLL |  | KDMKTKYFFF |  | DDGNGLKGNR |  | NVTLTLSWNV |
| VPNAGILPLV |  | TGSGHVSVPF |  | PDTYEITKSY |  |            |  |            |

A: Аланін

C: Цистеїн

D: Аспарагінова кислота

E: Глутамінова кислота

F: Фенілаланін

G: Гліцин

H: Гістидин

I: Ізолейцин

K: Лізин

L: Лейцин

M: Метіонін

N: Аспарагін

P: Пролін

Q: Глутамін

R: Аргінін

S: Серин

T: Треонін

V: Валін

W: Триптофан

Кодований геном білок за функціями належить до гідролаз, протеаз. 
Локалізований у мембрані, ендоплазматичному ретикулумі, мікросомах.